# Ромовий щоденник
«Ромовий щоденник» (англ. The Rum Diary) — американська драматична комедія режисера Брюса Робінсона (був також сценаристом), що вийшла 2011 року. У головних ролях Джонні Депп, Аарон Екгарт. Стрічку створено на основі однойменного автобіографічного роману Гантера Томпсона.
Депп запросив Брюса Робінсона писати сценарій та фільмувати картину. Продюсерами були Крісті Дембровскі, Джонні Депп та інші.
Вперше фільм продемонстрували 13 жовтня 2011 року у Лос Анджелесі, США. В Україні у кінопрокаті прем'єра фільму відбулась 20 жовтня 2011 року.

## Сюжет
Рубіж 1950-1960-х років. Пол Кемп (Джонні Депп) — американський журналіст і письменник, який постійно в дорозі. Йому не вдається видати свою книгу, а робота у Нью-Йорку йому набридла. Йому набридають умови, що панували в Нью-Йорку за часів Ейзенхауера, і він вирушає заради блаженного спокою до райського острова Пуерто-Ріко. Там все дуже дешеве, усе можна купити за копійки. Там він погоджується на роботу журналіста і починає писати для місцевої англомовної американської газети The San Хуан Стар, якою керує пригнічений редактор Лоттерман (Річард Дженкінс). Почавши працювати в San Juan Star, він подружився з Бобом Салою (Майкл Рісполі), фотожурналістом, який приїхав сюди десять років тому. Сала — це тип заблуканого американця, який застряг у Пуерто-Ріко і намагається зрозуміти, що робити зі своїм життям.
Кемп пристрастився до рому і постійно думає про жінку на ім'я Шено (Ембер Герд), яка, однак, є дівчиною американського бізнесмена на ім'я Сандерсон (Аарон Екхарт). Дівчина заручена з американським підприємцем, який планує перетворити острів на своє приватне ельдорадо. З цією метою він співпрацює з впливовим, корумпованим колишнім військовим Зімбургером (Білл Смітрович).
До Кемпа звертаються заможні бізнесмени, які хочуть зайнятися бізнесом з нерухомістю. Посередником є Сандерсон, який визволяє Кемпа з в'язниці, тому Кемп погоджується, але пізніше передумає.

## У ролях
| Актор           | Персонаж                                         | Роль                                 |
| --------------- | ------------------------------------------------ | ------------------------------------ |
| Джонні Депп     | Пол Кемп (англ. Paul Kemp)                       | журналіст газети «The San Juan Star» |
| Аарон Екхарт    | Гел Сандерсон (англ. Hal Sanderson)              | бізнесмен                            |
| Майкл Рісполі   | Боб Сала (англ. Bob Sala)                        |                                      |
| Ембер Герд      | Шено (англ. Chenault)                            | наречена Сандерсона                  |
| Річард Дженкінс | Едвард Дж. Лоттерман (англ. Edward J. Lotterman) | редактор газети «The San Juan Star»  |
| Джованні Рібізі | Мобурґ (англ. Moburg)                            | репортер газети «The San Juan Star»  |
| Аморі Ноласко   | Сеґґура (англ. Segurra)                          |                                      |
| Білл Смітрович  | Арт Зімбургер (англ. Segurra)                    |                                      |

## Створення
«Ромовий щоденник» був для Деппа чимось на кшталт присвяти Томпсону, і актор вдруге взявся за його альтер-его, цього разу в образі журналіста Кемпа. За життя Томпсона  Депп також зіграв роль Рауля Дюка в кіноверсії роману Томпсона «Страх і ненависть у Лас-Вегасі» 1998 року. Депп був особистим другом самого Томпсона. 
На зйомках «Ромового щоденника» стілець з ім'ям Томпсона на спинці, його улюблені сигарети та напої мали забезпечити присутність "духу" Томпсона на знімальному майданчику.
При створенні фільму за рукописом «Ромового щоденника» шанувальниками письменника було відзнято екранізацію, яка повністю відійшла від літературного першоджерела, з роману зникли головні герої, з'явилися нові сюжетні лінії, а кінцівка фільму була зовсім іншою — моралізаторською і навіть по-голівудськи з "хеппі-ендом".

## Сприйняття

### Критика
Фільм отримав загалом змішані відгуки: Rotten Tomatoes дав оцінку 50% на основі 160 відгуків від критиків (середня оцінка 5,6/10) і 37% від глядачів із середньою оцінкою 2,9/5 (42,906 голосів). Загалом на сайті фільми має негативний рейтинг, фільму зарахований «гнилий помідор» від кінокритиків і «розсипаний попкорн» від глядачів, Internet Movie Database — 6,2/10 (64 407 голосів), Metacritic — 56/100 (37 відгуків критиків) і 6,4/10 від глядачів (87 голосів). Загалом на цьому ресурсі від критиків фільм отримав змішані відгуки, а від глядачів — позитивні. Опитування глядачів від CinemaScore показало що середня оцінка була "C" за шкалою від A+ до F

### Касові збори
Під час показу у США, що розпочався 28 жовтня 2011 року, протягом першого тижня фільм показали у 2,273 кінотеатрах і він зібрав $5,135,369, що на той час дозволило йому зайняти 5 місце серед усіх прем'єр. Показ фільму протривав 56 днів (8 тижнів) і завершився 22 грудня 2011 року. За цей час фільм зібрав у прокаті у США $13,109,815, а у решті світу $10,837,729, тобто загалом $23,947,544 при бюджеті $45 млн. Від продажу DVD-дисків було виручено $4,101,649.
Під час показу в Україні, що стартував 20 жовтня 2011 року, протягом першого тижня фільм показали у 51 кінотеатрі і він зібрав $200,655, що на той час дозволило йому зайняти 2 місце серед усіх прем'єр. Показ фільму протривав до 20 листопада 2011 року, за цей в Україні фільм зібрав $456,180. Із цим показником стрічка зайняла 61 місце за касовими зборами у кінопрокаті України.

### Нагороди і номінації[14]
| Рік  | Нагорода                   | Категорія                                                       | Номінант                  | Результат |
| ---- | -------------------------- | --------------------------------------------------------------- | ------------------------- | --------- |
| 2011 | Hollywood Film Festival    | Нагорода «Прожектор»                                            | Ембер Герд                | Перемога  |
| 2012 | Casting Society of America | Видатні досягнення у кастингу — великобюджетний фільм — комедія | Деніз Чеміан, Ангела Демо | Номінація |
| 2012 | Golden Trailer Awards      | Найкращий постер комедійного фільму                             | постер № 4                | Номінація |
| 2012 | Golden Trailer Awards      | Найкращий постер незалежного фільму                             | постер № 2                | Номінація |
| 2012 | Golden Trailer Awards      | Премія Дона Лафонтена за найкращий закадровий голос             |                           | Номінація |